# Inferno (película de 1999)
Inferno (Inferno en España, Van Damme's Inferno en Hispanoamérica) es una película estadounidense de acción, estrenada en 1999 y protagonizada por Jean Claude Van Damme. Fue producida por Evzen Kolar, Lawrence Levy y Jean-Claude Van Damme, y dirigida por John G. Avildsen.

## Sinopsis
Eddie Lomas (Jean Claude Van Damme) es un soldado veterano que, en un incidente con un grupo de maleantes, pierde su moto y recibe una paliza que le deja medio muerto en el desierto.
Estos hechos despiertan en Eddie un gran deseo de venganza, que llevará a cabo con la ayuda de los habitantes de un pueblo medio abandonado llamado Inferno.

## Reparto
| Actor                 | Personaje        |
| --------------------- | ---------------- |
| Jean-Claude Van Damme | Eddie Lomax      |
| Danny Trejo           | Johnny Sixtoes   |
| Pat Morita            | Ubal Early       |
| Gabrielle Fitzpatrick | Rhonda Reynolds  |
| Larry Drake           | Ramsey Hogan     |
| Vincent Schiavelli    | Sr. Singh        |
| David "Shark" Fralick | Matt Hogan       |
| Silas Weir Mitchell   | Jesse Hogan      |
| Jonathan Avildsen     | Petey Hogan      |
| Lee Tergesen          | Luke             |
| Jaime Pressly         | Dottie Matthews  |
| Bill Erwin            | Eli Hamilton     |
| Ford Rainey           | Pop Reynolds     |
| Kevin West            | Vern             |
| Robert Symonds        | Henry Howard     |
| Priscilla Pointer     | Sra. Howard      |
| Evelyn Guerrero       | Bertie Early     |
| Lisa McCullough       | Irma             |
| Nikki Bokal           | Carol Delvecchio |
| Kelly Ewing           | Rose Delvecchio  |
| Ray Chang             | Sr. Chang        |
| Steve Adell           | Joe Bob          |
| Ed Trotta             | Jack             |
| Paul Koslo            | Ives             |
| Brett Harrelson       | Buck             |
| Jeff Kober            | Beserko          |
| Gregory Scott Cummins | Leon             |
| Neil Delama           | Lester           |